# Горникевич Мирон
Горнике́вич Мирон (23 серпня 1886, Розділ Жидачівського повіту, Галичина, нині Миколаївський район Львівської області — 21 квітня 1959, містечко Зольбад-Галль, Тироль, Австрія) — український церковний і громадський діяч, доктор наук, священник УГКЦ, капелан.

## Життєпис
Народився 23 серпня 1886 в місті Розділ Жидачівського повіту, брат Теофіла Горникевича.
Навчався у гімназії в місті Стрий (нині Львівської області), а від 1904 р. студіював богослов'я у Львові, 1907–1909 — в м. Іннсбрук (Австрія). У 1913 р. здобув вчену ступінь доктора теології у Віденському університеті.
Редагував журнал «Основа» у Львові (1913 р.).
У 1914–1917 — був засланий до Сибіру (Мінусінськ).
У 1923 р. Андреєм Шептицьким призначений парохом церкви святої Варвари у Відні. Займався організацією відзначення 300-ліття смерті св. Йосафата (1923 р.), курсів «української мови і обряду» для молоді, відновленням церкви, видав німецький переклад української літургії, запросив галицьких владик до Відня. У час голодомору в Україні 1932–1933 р. був генеральним секретарем допомогової акції кардинала Теодора Інніцера.
В 1934–1948 — був віце-президентом Єпархіального митрополичого архієпископського суду. За дорученням Андрея Шептицького, від 1934 р. був відповідальним за архів уряду ЗУНР, 1942 р. передав його та архів В'ячеслава Липинського як депозит до Австрійського державного архіву (тоді в складі Німецького центрального архіву).
У 1945 кардинал Теодор Інніцер призначив М. Горникевича генеральним вікарієм Віденського архієпископства для українців в Австрії. Організував у 1945 р. вивезення мощей св. Йосафата з Відня до Риму.
У 1958 р. М. Горникевич передав парафію св. Варвари в опіку василіянам (перебувала у їх віданні до 1969 р.).
Автор:
- статей на церковно-історичну тематику,
- книги «Церква Св. Варвари у Відні» (Л., 1929 р.).